# Můj malý Pony: Přátelství je magické
Můj malý Pony: Přátelství je magické (v anglickém originále My Little Pony: Friendship Is Magic) je kanadsko-americký animovaný televizní seriál vysílaný americkou stanicí The Hub. Pořad je vysílaný od 10. října 2010. V Česku vysílají seriál stanice JimJam, Minimax, TV Barrandov, Prima a Smíchov. V roce 2017 byl v kinech uveden také celovečerní animovaný snímek My Little Pony Film.
Seriál vznikl na motivy světa My Little Pony, vytvořeného společností Hasbro, přičemž Friendship Is Magic je čtvrtá generace těchto animovaných poníků. Za vznikem této generace stojí americká animátorka Lauren Faust, kterou Hasbro vybralo jako výkonného producenta tohoto pořadu.
Příběhy se odehrávají v zemi Equestria, kterou mimo jiné obývají jako dominantní tvorové poníci.

## Postavy
Zemi Equestria obývá 5 různých druhů poníků:
- Unicorni (jednorožci) - mají magickou moc vykonávat kouzla spjatá se svým talentem a to pomocí svého rohu.
- Alicorni - okřídlení jednorožci, kteří mají výjimečné postavení. Mohou se dožívat tisíců let (v legendě o Nightmare Moon a o Snowdrop vystupují Celestia i Luna). Alicorni mají jiný tvar křídel než pegasové. (jedná se o nejvzácnější druh poníků) V posledním díle 3. série se Twilight Sparkle díky dokončení kouzla přemění z jednorožce na alicorna.
- Pegasové - umí létat, pohybovat se po mracích a mají v Equestrii na starosti regulaci počasí.
- Zemní poníci - nemají žádné rohy ani křídla, ale zato mají sílu v nohách, jsou vynalézaví a mají dobrý vztah k přírodě.
- Křišťáloví poníci - poníci bez rohů a křídel, zato však s pableskující srstí a hřívou, která zešedne když jsou nešťastní. Mají schopnost dopomoci k aktivaci křišťálového srdce (vyskytují se vzácně, převážně v Křišťálovém království).
- Ve čtvrtém díle druhé řady se poprvé objevují netopýří poníci, kteří táhnou kočár princezny Luny. Jedná se o naprosto odlišný druh poníků, žijící v horách, dál od ostatních. Pravděpodobně se jedná o dravce. Aktivní jsou převážně v noci. Nejsou jen strážci princezny Luny, ale hlídají i královský palác během noci.

Kromě poníků žijí v Equestrii také např. draci, fénixové, gryfové, velmi pestře zbarvení netopýři živící se ovocem, měňavci (changelingové), vlci z lesního zatuchlého prokletého dříví, medvědi velcí jako ještěr i poní Minotauři.
Hlavními postavami seriálu jsou klisny Twilight Sparkle, Fluttershy, Applejack, Rarity, Rainbow Dash a Pinkie Pie (tzv. Mane Six, neboli Hlavní šestka), které jsou jakýmsi živoucím zastoupením elementů harmonie (magie, štědrost, věrnost, laskavost, poctivost a smích). Každá z nich je úplně jiná nejen vzhledem, ale i charakterem, zkušenostmi a dovednostmi a každá nám tedy může poodhalit jinou tvář Equestrie. Všechny se stále o přátelství učí něco nového, žijí v městečku Ponyville a pomocí svého jedinečného já ji udržují v rovnováze. Postupem času se z nich stávají hrdinky Equestrie.

## Vysílání
| Řada    | Díly    | Premiéra v USA     | Premiéra v USA     | Premiéra v ČR     | Premiéra v ČR      |
| Řada    | Díly    | První díl          | Poslední díl       | První díl         | Poslední díl       |
| ------- | ------- | ------------------ | ------------------ | ----------------- | ------------------ |
| 1       | 26      | 10. října 2010     | 6. května 2011     | vysíláno          | vysíláno           |
| 2       | 26      | 17. září 2011      | 21. dubna 2012     | vysíláno          | vysíláno           |
| 3       | 13      | 10. listopadu 2012 | 16. února 2013     | 5. prosince 2013  | 8. prosince 2013   |
| 4       | 26      | 23. listopadu 2013 | 10. května 2014    | 14. února 2015    | 25. února 2015     |
| 5       | 26      | 4. dubna 2015      | 28. listopadu 2015 | 2. dubna 2016     | 30. dubna 2016     |
| 6       | 26      | 26. března 2016    | 22. října 2016     | 20. srpna 2016    | vysíláno           |
| 7       | 26      | 15. dubna 2017     | 28. října 2017     | 14. října 2017    | 25. listopadu 2017 |
| Film    | Film    | 6. října 2017      | 6. října 2017      | 12. října 2017    | 12. října 2017     |
| 8       | 26      | 24. března 2018    | 13. října 2018     | 10. ledna 2019    | 25. února 2019     |
| Speciál | Speciál | 27. října 2018     | 27. října 2018     | 24. prosince 2019 | 24. prosince 2019  |
| 9       | 26      | 6. dubna 2019      | 12. října 2019     | bude oznámeno     | bude oznámeno      |
| Speciál | Speciál | 29. června 2019    | 29. června 2019    | 4. ledna 2020     | 4. ledna 2020      |

## Merchandising
Kolem My Little Pony existuje i velké množství produktů nesoucí tuto značku. Převážně jsou to produkty licencované Hasbrem, které z nich má příjmy. Jsou tím například figurky, jako jsou blindbagy, velké figurky s aktivními prvky, například Twilight Sparkle se svítícím rohem. Většina merchandisingu je v současné době produkována pro generaci G4, neboli My Little Pony: Friendship is Magic, ale najdou se i předměty z předešlých generací. Mezi dobře prodávaný merchandising patří také sběratelské karty a již na trh uvedená hra My Little Pony: Friendship is Magic: Collectible Card Game. Kromě oficiálního merchandisingu se mezi fanoušky rozšířil i merchandising tvořený samotnými fanoušky, například plyšáci. Tyto produkty jsou často terčem žalob ze strany Hasbro, protože ve většině případů nemají potřebnou licenci.

## Fanoušci
V současné době se rozrůstá komunita fanoušků tohoto seriálu, původně určeného dětem. Častými zástupci této komunity jsou dospělí muži, od nichž se později odvinul název této zájmové skupiny – bronies. Slovo 'brony' vzniklo sloučením slangového výrazu 'bro', což je zkratka pro slovo brother (angl. bratr), a pony. Činnost bronies zahrnuje jak hudební tvorbu (The Living Tombstone, Wooden Toaster, DJ Alex S., Sim Gretina, Silva Hound, JackleApp atd.), tak i grafickou tvorbu ve formě různých náčrtů či animací. Ženy, které se staly fanoušky My Little Pony, si také říkají Pegasisters, spojením slov pegas a sister (anglicky sestra), ale většinou jim ani označení brony nevadí.
Historie bronies začala na internetovém fóru 4chan.org, kde se v různých vláknech začaly sporadicky vyskytovat obrázky s tematikou právě tohoto seriálu. Tato tvorba zpočátku nebyla brána příliš na zřetel, brzy se však rychle rozšířila. V současné době je na 4chanu zřízena samostatná místnost věnující se pony tematice, avšak komunita bronies dále rychle prostupuje napříč všemi společenskými vrstvami. Významného zastoupení se bronies dočkali i v České republice, s pražskou odnoží byla sepsána reportáž pro měsíčník Čilichili, která vyšla v čísle 9/2012.
Fanoušci seriálů též pořádají srazy a akce, na kterých se mohou potkat s ostatními fanoušky, zakoupit si merchandising, jak oficiální tak i tvorbu fanoušků. Mezi největší evropské patří GalaCon pořádaný ve Stuttgartu v jižním Německu, BUCK ve Velké Británii a BronyCon a další cony v různých městech v USA. Pořádají se ale také menší lokální srazy v rámci jednoho státu nebo menšího počtu států. V České republice pořádá většinu větších srazů komunita kolem fóra Bronies.cz. Česká komunita od roku 2014 pořádá i con Czequestria.